# Чедо Вуковић
Чедо Вуковић (Ђулићи, 28. септембар 1920 — Будва, 8. април 2014) био је југословенски и црногорски књижевник и академик.
Писао је приповетке, поеме, драме, романе, есеје и књиге за децу, и сматра се једним од најзначајнијих црногорских књижевника.

## Биографија
Чедо Вуковић је рођен 1920. године у селу Ђулићи код Андријевице у Црној Гори, од оца Михаила и мајке Љубице. У родном месту је завршио основну школу, а гимназију је похађао у Пећи.
Студирао је славистику на Филозофском факултету у Београду.
По почетку Другог светског рата вратио се у Црну Гору и учествовао у Народно-ослободилачкој борби. Радио је у редакцији листа „Омладински покрет” у Колашину, Никшићу и Цетињу 1943. године.
Након ослобођења, 1945. опет одлази у Београд где је и остао да ради све до 1953. године.
Оженио се 1950. године и добио две ћерке.
Од 1953. године Чедо Вуковић живи у Црној Гори. У Подгорици је радио као уредник књижевног часописа „Стварање” све до пензионисања 1972. године.
Био је члан Савета Црне Горе, неколико пута биран за председника Удружења књижевника Црне Горе, два пута изабран за потпредседника Црногорске академије наука и уметности чији је дописни члан од 1977. године, а редовни од 1981. године.
Преминуо је у Будви 2014. године.

## Књижевни рад
Списатељски дар је показао рано и већ је 1936. године у подгоричком листу „Зета” објавио прву причу „За хљебом”.
Прву књигу објавио је 1948. године. Реч је о поеми за децу, о јагњету и рату, под насловом „Виторог”. Већ следеће године објавио је збирку „Приповијетке” а затим и роман „Висине”.
Роман за децу „Свемоћно око” објавио је 1953. године. Реч је о 19 прича о авантурама дечака Жељка, који уз помоћ магичне справе доживљава невероватне ствари.
Писао је вредно и књиге за децу и књиге за одрасле. Године 1955. објавио је роман „Без реденика”, а 1956. године дечји роман „Тим Лавље срце”. Реч је о необичној фудбалској екипи „Лавље срце” где главни јунак дечак Жељко, саставља свој тим у ком играју животиње. Роман је преведен на италијански језик под насловом „La squadra Cuor di Leone”.
Велику пажњу књижевних критичара широм бивше Југославије привукао је романом „Мртво Дубоко”. Главни јунаци ове приче су партизани који се крију од четника у забаченом црногорском селу Мртво Дубоко.
Уследили су нови романи: „Судилиште”, „Поруке”, „Синови синова”, „Развође”, као и нове књиге за децу „Хало небо” и „Летилица професора Бистроума”. Роман „Ријека” штампан је 1988. године, а 1990. године објављен је „Митски декамерон”. Почетком деведесетих година објавио је књигу „Хармонија” и поеме „Синови микрокозма” и „Макарије”.
Као књижевни уредник, приредио је издања : „Петар I Петровић: Фреске на камену”, „Надвременски гласови” (избор старих записа), „Извиријеч” (избор из црногорске прозе) и „Петар I Петровић: Посланице”.
Сабрана дела Чеда Вуковића објављена су 2000. године.

## Награде
Добитник је Награде АВНОЈ-а за књижевност, двоструки је добитник Тринаестојулске награде Црне Горе, Змајеве награде (за роман „Тим Лавље срце”), Награде Удружења књижевника Црне Горе, Награде Града театра „Стефан Митров Љубиша”, Ордена Републике Француске, као о других награда и признања.